# جريمة في ألاسكا
هذه المقالة تشير إلى الجريمة في ولاية ألاسكا التابعة للولايات المتحدة امريكية.

## الإحصاءات
في عام 1985، ذكر مقال في  شيكاغو تريبيون أن ألاسكا كانت ثالث أعلى ولاية في معدلات القتل في الولايات المتحدة.
في عام 2008 كان هناك 24,576 جريمة مبلغ عنها في ألاسكا، بما في ذلك 27 جريمة قتل و20,097 جريمة تتعلق بالممتلكات، و445 جريمة اغتصاب.
وفي عام 2014، أبلغ عن وقوع 25018 جريمة في ألاسكا، منها 41 جريمة قتل، و 20334 جريمة تتعلق بالممتلكات، و 555 جريمة اغتصاب.

## قوانين عقوبة الإعدام
عقوبة الإعدام لم تطبق في ألاسكا، بعد أن تم إلغاؤها من قبل برلمان الإقليم قبل إنشاء الدولة.

## أبرز الجرائم
أحد المجرمين البارزين في مرحلة ما قبل الدولة هو صوابى سميث، الذي توفي في عام 1898.
بين عام 1971 وعام 1983، روبرت هانسن اختطف واغتصب وقتل ما لا يقل عن 17 وربما 30 من النساء (أكثر اشتبهاً)، في جميع أنحاء انكرويج, ألاسكا.
في عام 1983، لويس دي هاستينغز قتل 6 أشخاص وجرح اثنان في مكارثي، ألاسكا في محاولة لتعطيل  نظام خط أنابيب ألاسكا.
في عام 1985 مايكل سيلكا قتل تسعة  حول فيربانكس وينابيع مالني الحارة.
في عام 2016، جيمس دايل ريتشي قتل خمسة أشخاص على الأقل وأصاب أحد ضباط الشرطة في انكرويج، ألاسكا.